# Teulís
Teulís ([təw'lis], en francès Taulis) és un poble, cap de la comuna del mateix nom, de 50 habitants el 2013, de la comarca del Rosselló, a la Catalunya Nord. És situat a l'est del Canigó, i de vegades se'l situa a la comarca del Vallespir. El lloc era propietat del monestir de Camprodon.
A l'Edat Mitjana, el nucli habitat principal era el poble, actualment desaparegut, de Croanques. En conserven el record el Mas del mateix nom i les ruïnes de l'església de Santa Agnès de Croanques i del Castellet dels Aspres.

## Geografia

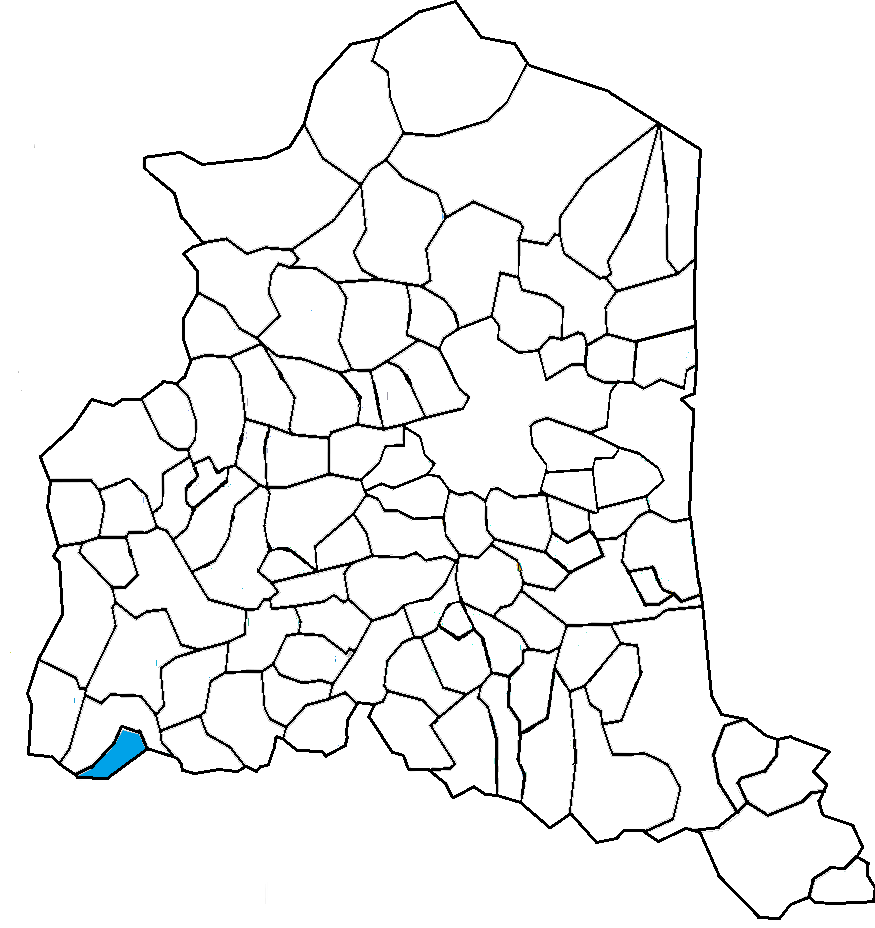
Situació de la comuna de Teulís respecte del Rosselló

### Localització i característiques generals del terme
La comuna de Teulís, de 61.900 hectàrees d'extensió, és a prop de l'extrem sud de la subcomarca dels Aspres, així com al sud-oest de la del Rosselló, en una zona de relleu muntanyós i trencat, cobert de boscs i de garrigues. Teulís termeneja al sud amb la comarca del Vallespir, al qual ha estat molt lligat al llarg de la història. El terme arriba fins als 1.338 m alt, en els contraforts orientals del Canigó, en una zona molt boscosa, poblada d'alzines a la part més baixa, roures i roures martinencs a les zones mitjanes i altes, i faigs a les més altes, com el Bosc de la Fajosa.
Termes municipals limítrofs:
|          | Sant Marçal |  |
|          |             |  |
| Cortsaví | Montboló    |  |

### El poble de Teulís

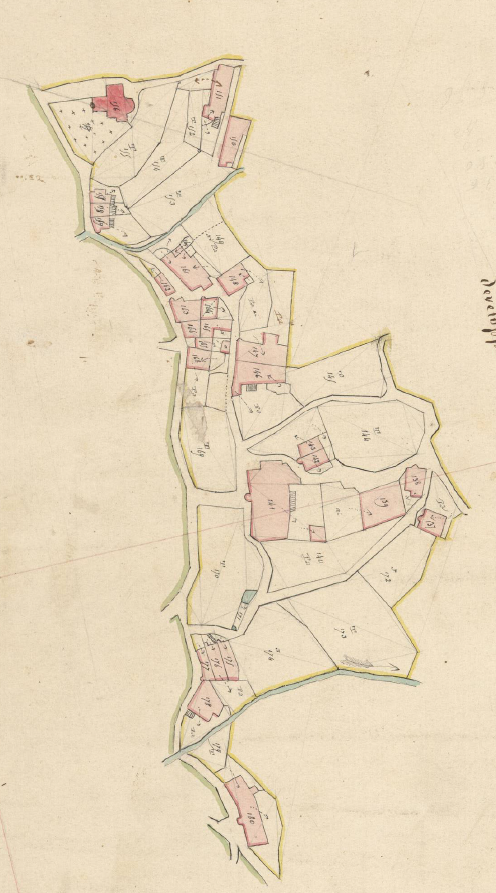
Teulís en el Cadastre napoleònic del 1812 (Arxius Departamentals dels Pirineus Orientals, ADPO)

Antigament, el poble de Teulís era d'hàbitat dispers, i l'únic nucli agrupat de la comuna era el poble de Croanques. En l'actualitat, en desaparèixer Croanques com a nucli, ha quedat Teulís com a centre de la comuna. L'actual poble no ha crescut gaire, però ha eixamplat la seva perifèria. Les cases tradicionals del poble eren Can Maineris, Can Noell, Can Ribes, Can Rovira, Can Sorribes i Can Vilar. A l'extrem nord del veïnat hi ha el cementiri i l'església parroquial de Sant Joan Evangelista de Teulís. Aquesta església parroquial conserva una imatge romànica de la Mare de Déu. El retaule va ser construït al segle xvii per Pere Oliva d'Urgell.

### L'antic poble de Croanques
Situat no gaire lluny a migdia del poble de Teulís, Croanques era antigament l'únic nucli de població agrupat del terme de Teulís. Actualment només en queda dempeus el Mas de Croanques. Ha desaparegut pràcticament tot, fins al punt que de la seva església parroquial de Santa Agnès de Croanques només en queden unes restes enmig del bosc. També hi havia hagut l Castellet dels Aspres, del qual només queden restes escadusseres.
En el Cadastre nepoleònic del 1812, el poble de Croanyes ja no hi apareix.

### Els dòlmens del terme de Teulís
En el terme de Teulís hi ha almenys dos dòlmens: la Caixa del Moro, situat al sud de Teulís i al nord de Croanques, a mig camí dels dos llocs, i el Dolmen de Ribes Roges, situat a la partida de Ribes Roges, en el vessant nord del turó d'aquest nom, al sud-oest de Croanques i al nord-oest del Mas Usclades.

### Els masos del terme
El terme de Teulís ha estat tradicionalment d'hàbitat dispers. Es conserven alguns dels seus masos, tot i el despoblament que ha sofert la comuna de Teulís. Entre ells, Cal Roure, Can Feliu, Can Perer, Can Vernedes, el Casot, el Cortal, el Cortal de Can Perer, el Cortal de la Muntanya, o el Mas Blanc, abans Cortal d'en Noell, el Cortal de Mandrasta, el Cortal d'en Noell, o d'en Pert, el Cortal de Vallera, abans d'en Llença, la Farga, el Mas de Croanques, abans Mas Costa, el Mas Guitard, o Can Roca, el Mas Nou, el Mas Usclades i el Molí de Can Feliu. Són ja noms antics, en desús, el Cortal d'en Costa i el Molí d'en Pagès..

### Els cursos d'aigua
El terme de Teulís és un coster que té les màximes altituds al sud-oest, des d'on davallen tot de còrrecs que, directament o indirecta, aflueixen en la Ribera de Sant Marçal, que conforma tot el termenal nord-oest i nord, que és amb la comuna de Sant Marçal. Recorre tot el sector central i oest el Calbell i els seus afluents, i tot el costat de llevant el Còrrec de Riu-sec, amb tot d'altres còrrecs afluents. El Calbell, que és un dels que formen la Ribera de Sant Marçal, també forma el termenal, des del sud-oest al nord-oest, amb Sant Marçal. Provenen de Teulís tots els còrrecs que s'uneixen per la dreta al Calbell: dos còrrecs anomenats de la Fajosa perquè travessen el bosc d'aquest nom, el Còrrec de la Mandrasta, que articula tota la zona central del terme de Teulís, el Còrrec de les Fontanilles, abans de Fontanells, el Còrrec de les Canals d'en Vila i el Còrrec de Vallera. Ja formada la Ribera de Sant Marçal, rep per la dreta el Còrrec de Can Ganxet, o del Clot d'en Ganxet, el Còrrec de Falguers, el Còrrec del Camp de l'Amorer, el Còrrec dels Horts de Can Feliu, el Còrrec del Mas d'en Roca i el Còrrec de Riu-sec. Aquest hi aporta els còrrecs del Bosc d'en Feliu, de Croanques, de Santa Agnès, del Molinàs i de Barbasta, entre altres de més petits.
Hu ha també les fonts de les Fontanilles, o els Fontanells, i la Font de Vallera.

### El relleu
Alguns del topònims de Teulís indiquen formes de relleu: Boscs, com el Bosc de la Fajosa i el Bosc d'en Feliu; canals, com les Canals de Barbasta i les d'en Vila; Clots, com el Clot d'en Ganxet; colls, com Coll Bufador i Coll de Formentera.

### El terme comunal
Les partides i indrets específics del terme de Teulís són la Bassa d'en Fabra, el Camí de Croanques, el Camp de l'Amorer, el Camp dels Moros, el Camp d'en Massines, el Camp Pla, Can Feliu, Can Perer, Can Roca, el Costó, o la Vinya del Costó, la Creu d'en Parer, Croanques, Falguers, la Garriga, els Horts, el Mas Nou, la Morera, Revellan, Ribes Roges, Roca Corba, Santa Eulàlia, Usclades i la Vallera.

## Transports i comunicacions

### Carreteres
Travessa el terme de Teulís una única carreteres, que passa pel nucli principal de població. És la D - 618 (N - 116, a Bulaternera - Els Banys d'Arles), que arriba a Teulís procedent del nord, del terme de Sant Marçal i se'n va pel sud cap a Palaldà; com que discorre per la zona muntanyosa dels Aspres, és una carretera difícil, plena de revolts. En direcció nord, passa per Sant Marçal (16,6 quilòmetres), la Trinitat de Bellpuig (21,1 quilòmetres), Bula d'Amunt (27,8) i Bulaternera (40,6). En direcció sud, passa Palaldà (19,1) i els Banys d'Arles (20,7).

### Transport públic col·lectiu
Des de Teulís només cal comptar amb el TAD, el Transport a la demanda. Funciona únicament els diumenges i dies festius, i s'ha de sol·licitar per telèfon el dia abans.

### Ferrocarril miner
Havia existit en el terme de Teulís un ferrocarril miner, ara convertit en camí, que unia la mina dels Menerots amb l'Estació minera de Formentera, en terme de Montboló, passant per l'extrem meridional del de Teulís.

### Els camins del terme
Travessen el terme de Teulís, enllaçant amb els pobles veïns, el Camí de Batera als Banys, el de Calmella, el de Cortsaví, el del Costó, o de Calmella a Arles, el de Sant Marçal a Cortsaví, el de Santa Eulàlia, el de Sant Marçal, la Ruta dels Banys i la Ruta de Sant Marçal. D'altres camins són interns del terme de Teulís: Camí de Ferro de la Pinosa (havia estat una via fèrria de mineria), Camí de la Balma, Camí de les Vernedes, Camí del Mas d'en Roca, Camí del Mas Usclades a Can Perer, Camí de Mandrasta, o del Coll de Formentera, Camí Vell de Can Gelis i la Pista del Coll de Formentera.

## Activitats econòmiques
El terme de Teulís, muntanyós i boscós, tenia tradicionalment el bosc com un dels mitjans importants de supervivència. Passa poc de mig centenar el nombre d'hectàrees productives, i la majoria dedicats a prats i farratges; la vinya, els cereals i els arbres fruiters hi tenen una presència quasi testimonial. Hi ha també una petita presència de bestiar, sobretot ovelles i cabres.
Al Mas de Croanques s'hi ha obert, en els darrers 25 anys, un observatori d'iniciació a la natura.

## Història

### Edat mitjana
El 17 de gener del 853, Carles el Calb concedia al seu fidel Tetmund set masos en el Rosselló, in loco qui dicitur Teulicius. Torna a aparèixer més de cent anys més tard, el 9 de novembre del 991, en una herència de Sentill, fill del senyor de Cameles, i Adelaida, que deixen al seu fill Udalgar el seu alou in Tevolici. Udalgar arribà a canonge, arxipreste i bisbe de l'església d'Elna, i era germà de Guillem, primer vescomte de Vallespìr, després de Castellnou. Udalgar fou un personatge influent en la Catalunya del seu temps, i fou un dels convocants del sínode de Toluges on es feu la declaració de Pau i Treva. El 1020 el bisbe d'Elna Berenguer de Gurb restituïa l'alou de Croanques a Udalgar, que havia donat a Elna anteriorment. Al llarg de l'Edat Mitjana apareixen diversos possessors d'alous de Teulís, a part del bisbe d'Elna. A mitjan segle xv fou el burgès de Perpinyà Jaume Joan, home de grans riqueses, qui comprà els alous de Teulís i Croanques. El fill d'aquest burgès, Guillem Joan, fou ennoblit el 1493.

### Edat Moderna
Els possessors de Teulís i Croanques foren els Delpàs de Santmarçal, ja fins a la Revolució Francesa: Maria Àngela de Blanes, de soltera Maria Àngela Delpàs de Santmarçal, marquesa de Millars i baronessa de Teulís i de Croanques, emigrà cap a l'exili el 1793.

## Demografia

### Demografia antiga
La població està expressada en nombre de focs (f) o d'habitants (h)
| 10 f | 9 f | 3 f | 7 f | 9 f | 12 f | 22 f | 16 f | 29 f | 156 h | 37 f | 33 f | 139 h |

Font: Pélissier 1986

### Demografia contemporània
| Evolució de la població |      |      |      |      |      |      |      |      |
| 1793                    | 1800 | 1806 | 1821 | 1831 | 1836 | 1841 | 1846 | 1851 |
| 142                     | 193  | 185  | 219  | 270  | 249  | 210  | 210  | 235  |

| 1856 | 1861 | 1866 | 1872 | 1876 | 1881 | 1886 | 1891 | 1896 |
| ---- | ---- | ---- | ---- | ---- | ---- | ---- | ---- | ---- |
| 227  | 205  | 200  | 205  | 174  | 167  | 195  | 178  | 155  |

| 1901 | 1906 | 1911 | 1921 | 1926 | 1931 | 1936 | 1946 | 1954 |
| ---- | ---- | ---- | ---- | ---- | ---- | ---- | ---- | ---- |
| 141  | 145  | 142  | 138  | 125  | 97   | 94   | 89   | 79   |

| 1962 | 1968 | 1975 | 1982 | 1990 | 1999 | 2007 | 2008 | 2012 |
| ---- | ---- | ---- | ---- | ---- | ---- | ---- | ---- | ---- |
| 92   | 51   | 63   | 64   | 84   | 45   | 51   | 51   | 50   |

| 2013 |
| ---- |
| 50   |

Fonts: Ldh/EHESS/Cassini fins al 1999, després INSEE a partir deL 2004

### Evolució de la població

Població 1962-2008

## Administració i política

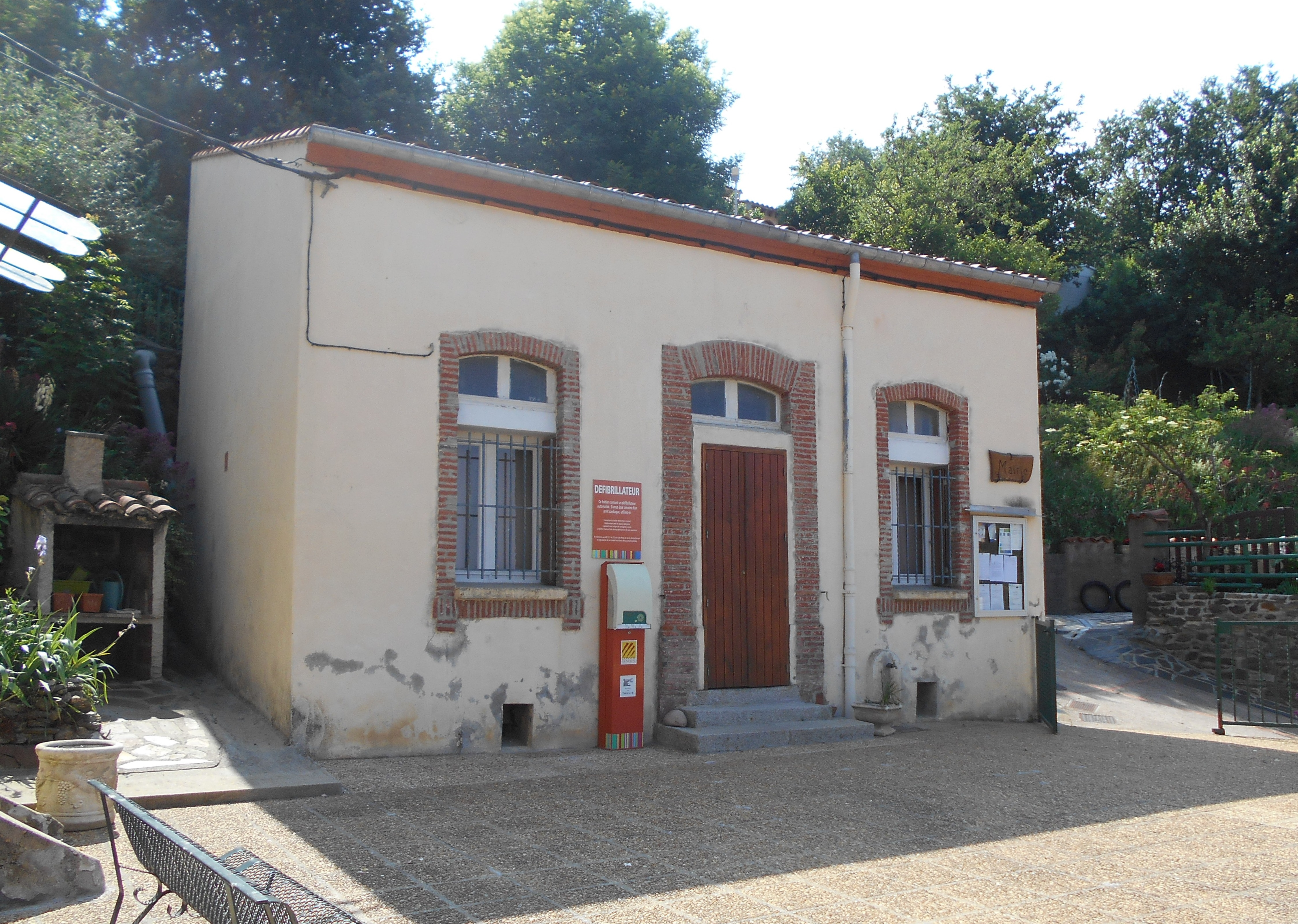
La Casa del Comú de Teulís

### Batlles[7]
| Període                       | Nom                  | Opció política | Comentaris |
| ----------------------------- | -------------------- | -------------- | ---------- |
| Març del 2001 - Març del 2014 | Jean-Louis Portanier |                |            |
| Març del 2014 - Moment actual | Nadia Melkowski      |                |            |

### Legislatura 2014 - 2020

#### Batllessa
- Nadia Melkowski.

#### Adjunts al batlle[8]
- 1r:
- 2n: .

#### Consellers municipals
- Janine Bernadou
- Christian Cayuela
- Gilberte Coll
- Paul Empson
- Jean-Yves Hogrel
- Benoit Issartel.

### Adscripció cantonal

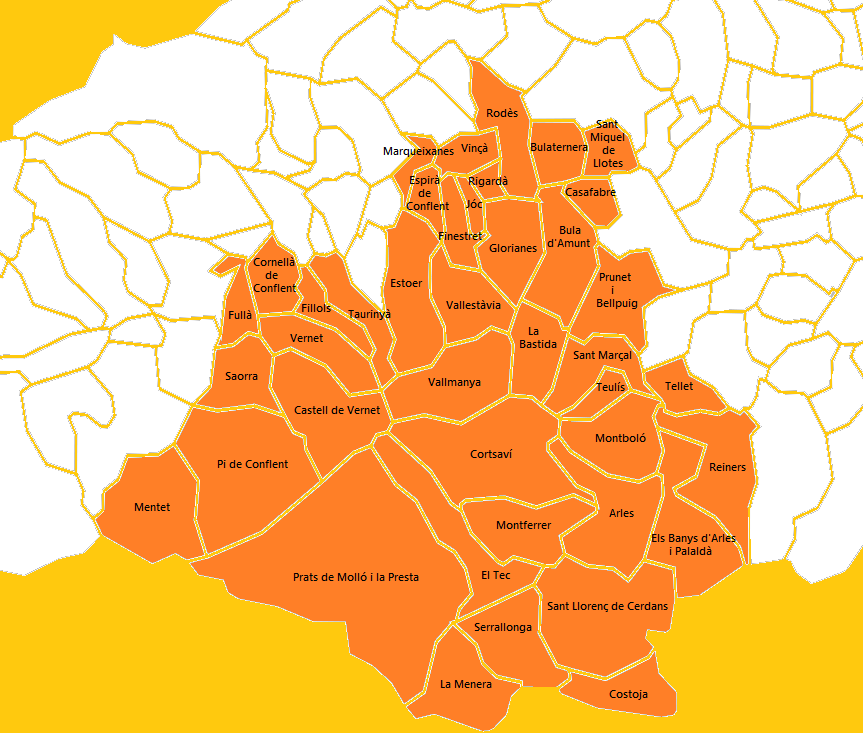
Mapa del Cantó del Canigó

A les eleccions cantonals del 2015 la Bastida ha estat inclòs en el cantó número 2, denominat El Canigó, amb capitalitat al poble dels Banys d'Arles, de la comuna dels Banys i Palaldà. Està format per les viles d'Arles, Prats de Molló i la Presta, Sant Llorenç de Cerdans, del Vallespir, i Vinçà, del Rosselló, i els pobles del Conflent de Castell de Vernet, Cornellà de Conflent, Espirà de Conflent, Estoer, Fillols, Finestret, Fullà, Glorianes, Jóc, Marqueixanes, Mentet, Pi de Conflent, Rigardà, Rodès, Saorra, Taurinyà, Vallestàvia, Vallmanya i Vernet, els del Rosselló de la Bastida, Bula d'Amunt, Bulaternera, Casafabre, Prunet i Bellpuig, Sant Marçal, Sant Miquel de Llotes, Tellet i Teulís, i els del Vallespir dels Banys i Palaldà, Cortsaví, Costoja, la Menera, Montboló, Montferrer, Reiners, Serrallonga i el Tec forma part del cantó número 2, del Canigó (nova agrupació de comunes fruit de la reestructuració cantonal feta amb motiu de les eleccions cantonals i departamentals del 2015). Són conselleres per aquest cantó Ségolène Neuville i Alexandre Reynal, tots dos del Partit Socialista francès.

## Educació i cultura
Teulís no disposa de cap establiment escolar. Els nens i nenes de maternal i primària van a escola a Sant Marçal, Palaldà, Arles, Ceret, Llauró i Reiners. Per als estudis secundaris, els nois i noies de Teulís poden anar a continuar els seus estudis a Arles, Ceret, Illa, Prada, Tuïr, mentre que Ceret és l'única població propera amb liceu per a cursar batxillerat.